# Calliphora coloradensis
Calliphora coloradensis este o specie de muște din genul Calliphora, familia Calliphoridae, descrisă de Hough în anul 1899. Conform Catalogue of Life specia Calliphora coloradensis nu are subspecii cunoscute.